# Seaforth Island
Seaforth Island är en ö i Storbritannien.   Den ligger i kommunen Yttre Hebriderna och riksdelen Skottland, i den nordvästra delen av landet, 800 km nordväst om huvudstaden London. Arean är 3,0 kvadratkilometer.
Terrängen på Seaforth Island är lite kuperad. Öns högsta punkt är 209 meter över havet. Den sträcker sig 2,7 kilometer i nord-sydlig riktning, och 1,7 kilometer i öst-västlig riktning.  Trakten runt Seaforth Island består i huvudsak av gräsmarker.